# Parc Gulliver
Pour les articles homonymes, voir Gulliver.
Le parc Gulliver est un parc situé au centre des Jardins du Turia à Valence, en Espagne.
La principale attraction est une sculpture géante de Gulliver, le personnage de Jonathan Swift, au royaume des Lilliputiens. Cette statue donne l'impression aux visiteurs d'être les liliputiens qui montent sur le corps de Gulliver. Cette statue se compose de Toboggans et d'escaliers. Ce parc est ouvert de 10h00 à 20h00 du lundi au dimanche et l'entrée est gratuite. En été, le parc est ouvert jusqu'à 21h30.